# Septa occidentalis
Septa occidentalis is een slakkensoort uit de familie van de Ranellidae. De wetenschappelijke naam van de soort is voor het eerst geldig gepubliceerd in 1877 door Mörch.